# Rio di Sant'Angelo
Le rio di Sant'Angelo (en vénitien rio de Sant'Anzolo ; canal de Saint-Ange) est un canal de Venise dans le sestiere de San Marco. 

## Origine

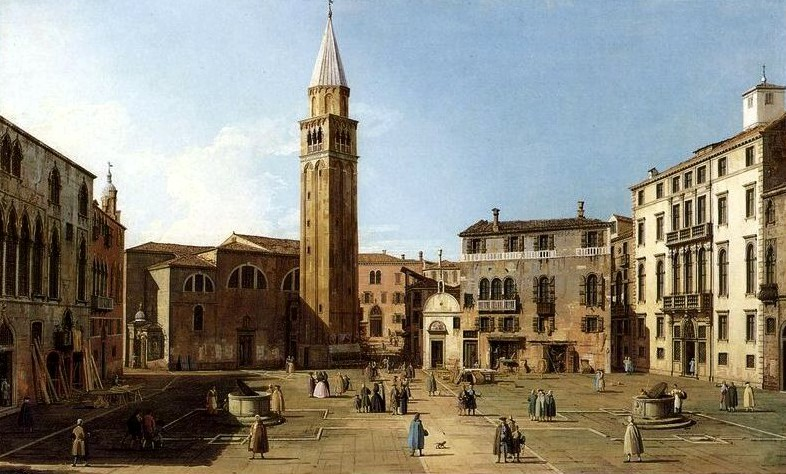
L'église du Saint-Ange d'après Canaletto

Le nom provient de l'église Sant'Angelo(it), détruite en 1837.

## Description
Le rio de Sant'Anzolo part du confluent du rio Menuò et rio Malatin en sens nord-ouest.
Il longe sur son flanc ouest le couvent de Santo Stefano, sous lequel passe le Rio del Santissimo di Santo Stefano et sur son flanc est le campo San Anzolo.

Au bout des deux, il passe sous le ponte dei Frati, reliant la calle éponyme au Campo San Anzolo.
Finalement, il longe le palais Paruta sur son flanc ouest avant de se fondre dans le confluent des rio Ca' Corner et de Ca'Garzon.

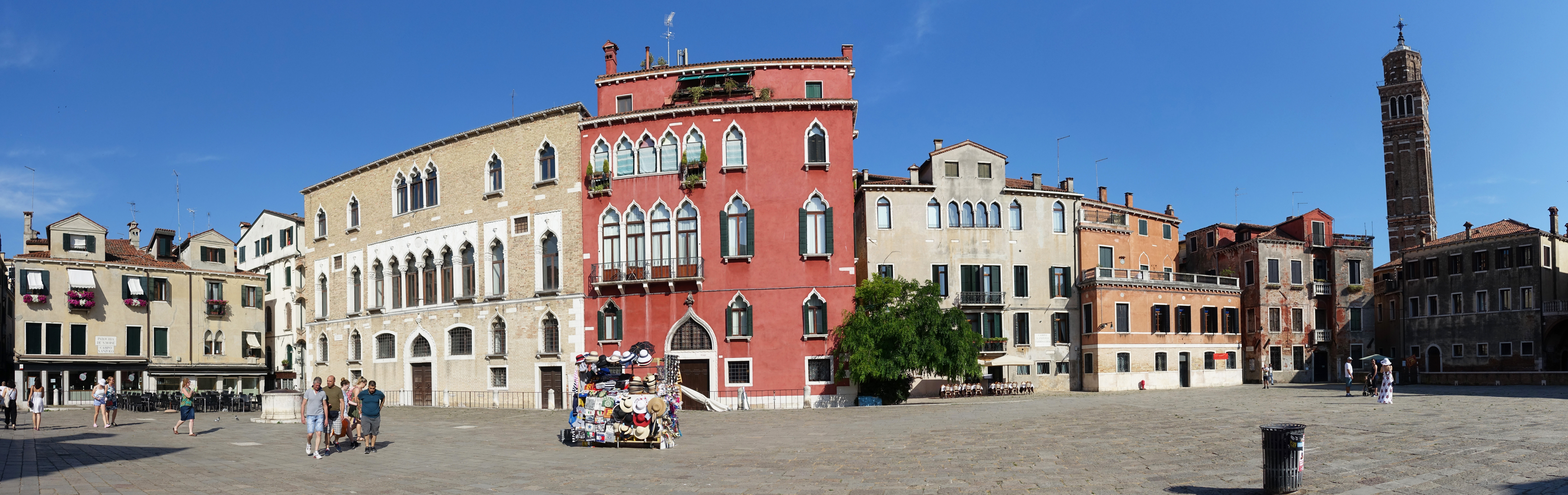
Campo S. Anzolo de nos jours

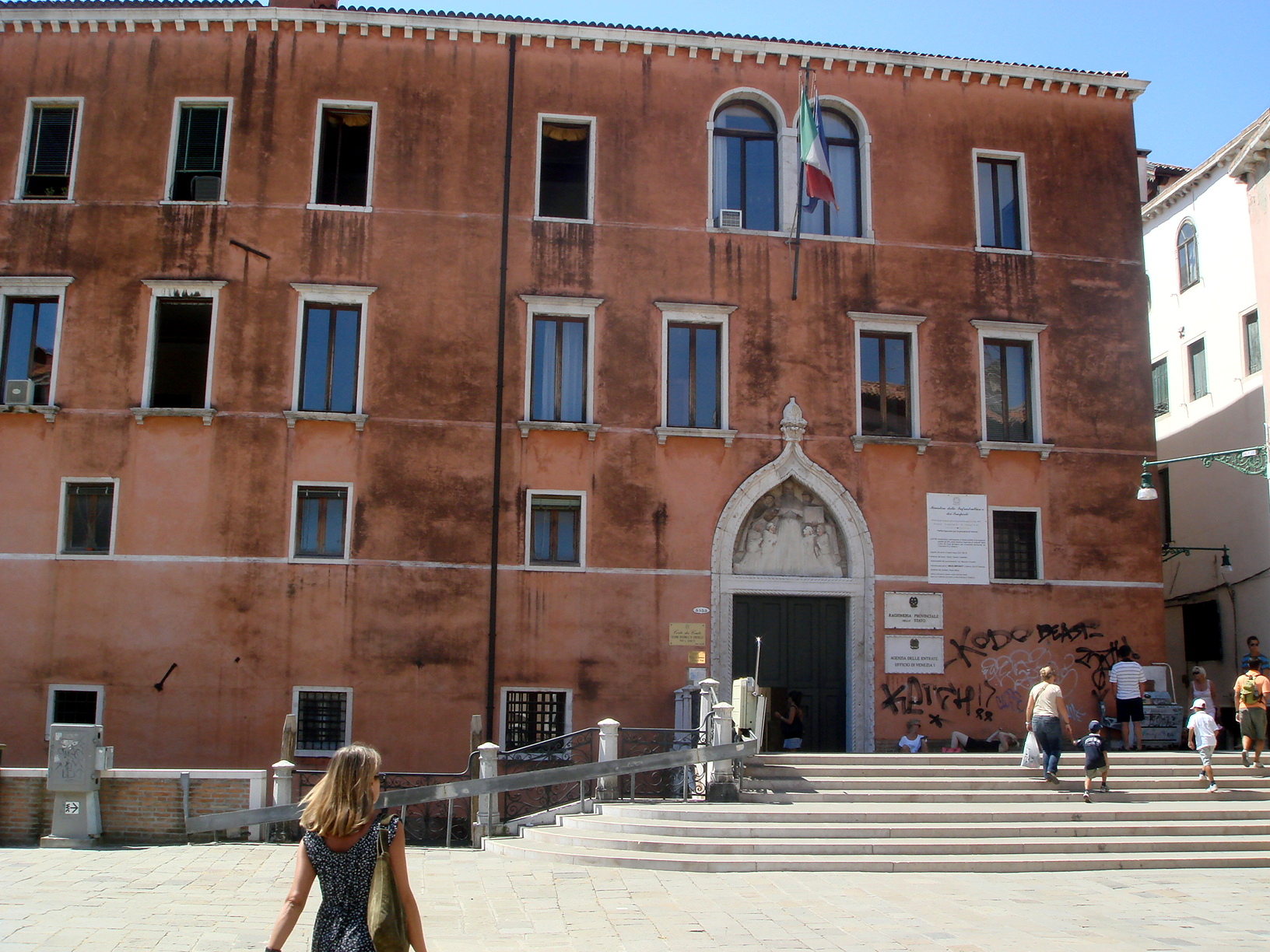
L'ancien couvent San Stefano
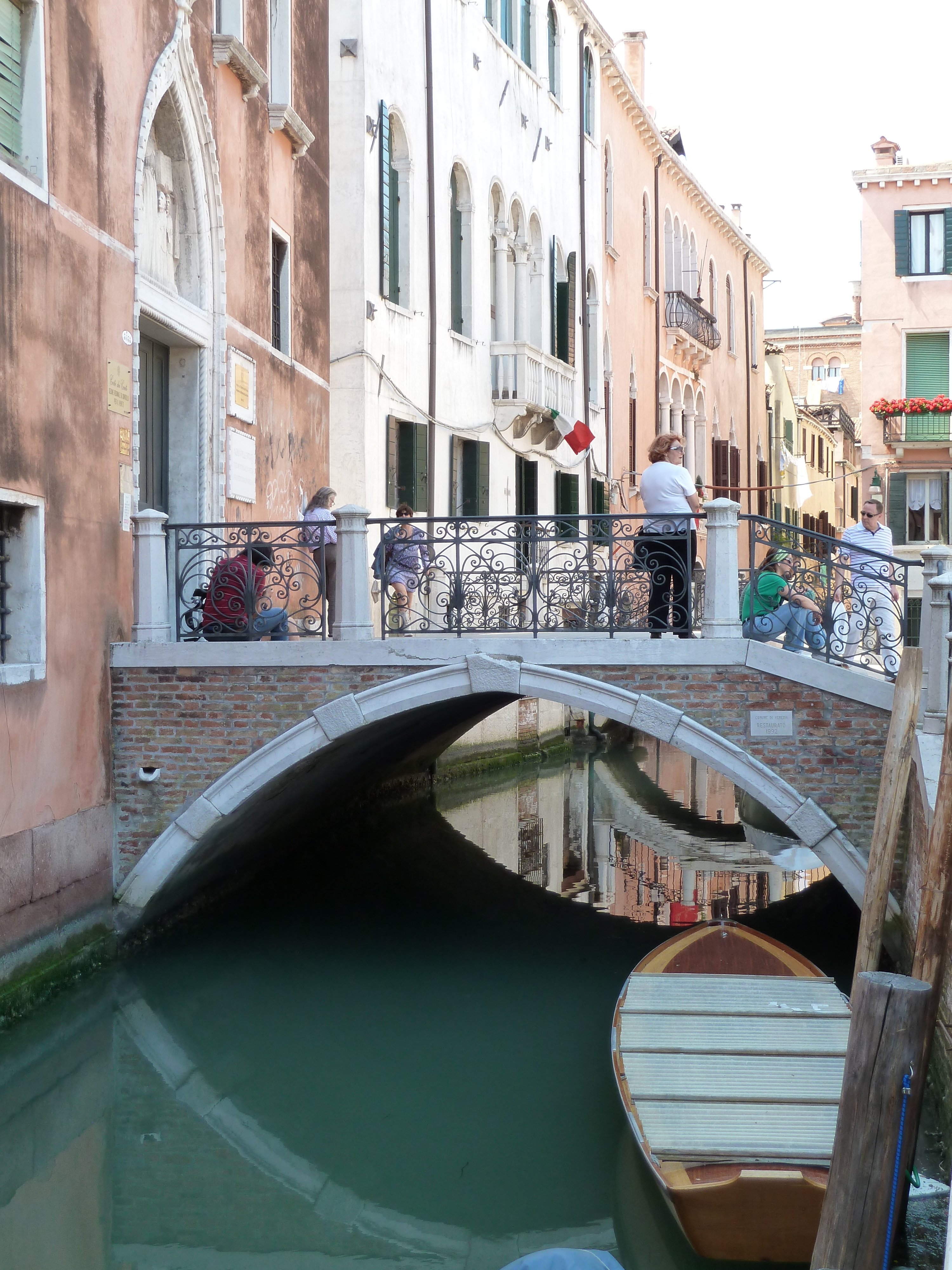
Ponte dei Frati
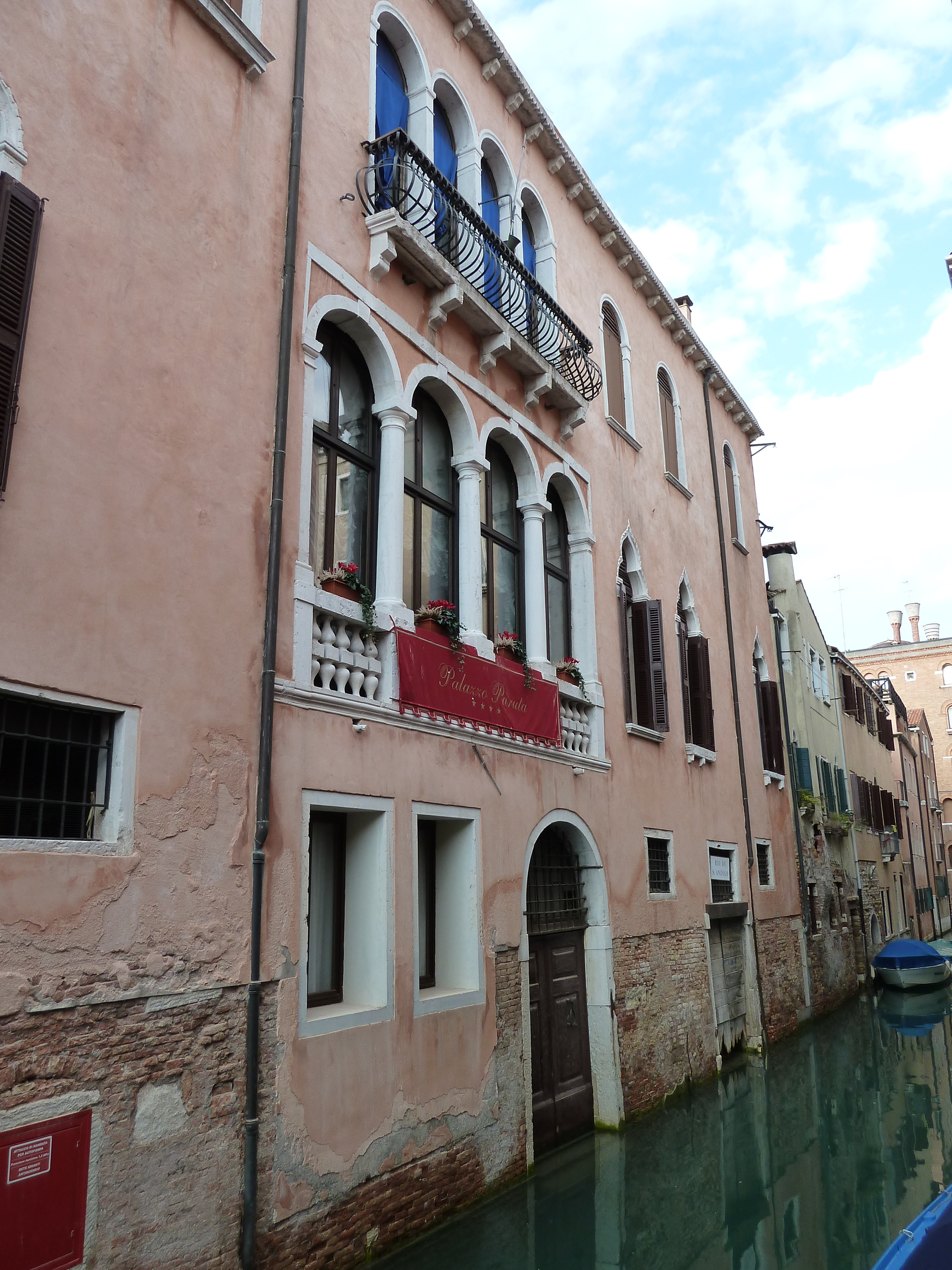
Le palais Paruta (Hôtel ****)
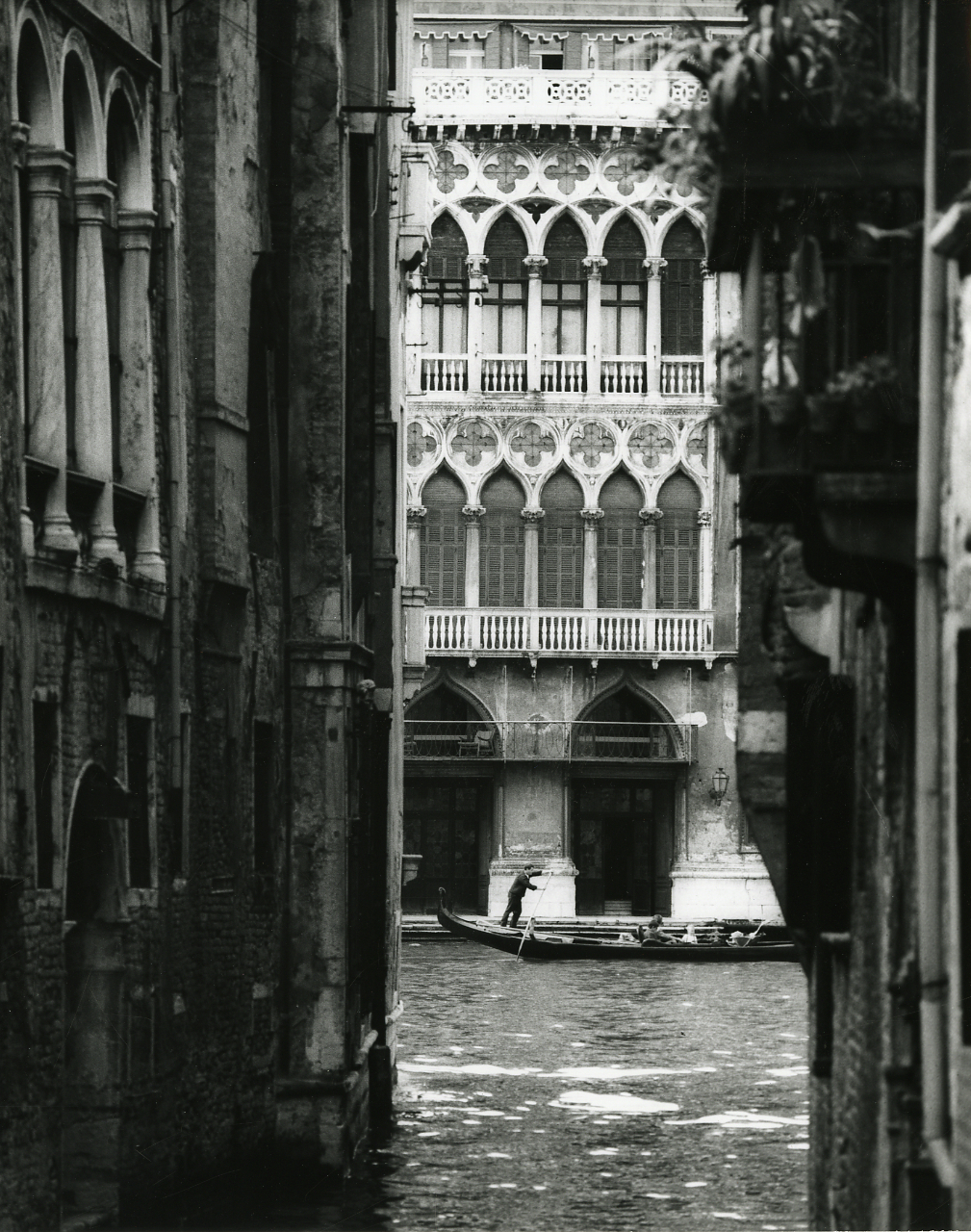
Palais Pisani Moretta. Photo par Paolo Monti, 1969